# 막시밀리안 에게슈타인
막시밀리안 에게슈타인(독일어: Maximilian Eggestein, 1996년 12월 8일 ~ )는 독일의 축구 선수로 현재 SC 프라이부르크에서 공격형 미드필더로 활약 중이며 그의 아버지는 독일의 축구 선수였던 카를 에게슈타인, 동생은 벨기에 퍼스트 디비전 A의 로열 앤트워프에서 활약 중인 요하네스 에게슈타인이다.

## 클럽 경력
TSV 슈로스 리클링겐을 거쳐 아버지의 소속팀이었던 TSV 하펠제에서 플레이하던 에게슈타인은 2011년 베르더 브레멘 유소년팀으로 이적했다. 이후 2014년 8월 1일 아인트라흐트 브라운슈바이크II 와의 경기에서 베르더 브레멘II 소속으로 첫 성인경기를 치렀다. 2014년 11월 29일에는 분데스리가 데뷔 경기를 했는데, 상대는 SC 파더보른 07이었으며 83분 레벤트 아이치첵과 교체되어 들어갔다. 2015년 2월 그의 커리어 첫번째 프로 계약을 맺었고 계약 기간은 2018년까지이다.

## 수상

### 클럽
베르더 브레멘
- DFB-포칼 : 4강 (2018-19)

### 국가대표팀
독일 U-21
- UEFA U-21 축구 선수권 대회 : 준우승 (2019)